# Pasar Lima Kebun Kelapa
Pasar Lima Kebun Kelapa is een bestuurslaag in het regentschap Deli Serdang van de provincie Noord-Sumatra, Indonesië. Pasar Lima Kebun Kelapa telt 5737 inwoners (volkstelling 2010).